# Canton de Manosque-2
Le canton de Manosque-2 est une circonscription électorale française du département des Alpes-de-Haute-Provence, créée par le décret du 24 février 2014 et entrant en vigueur lors des élections départementales de 2015.

## Histoire
Un nouveau découpage territorial des Alpes-de-Haute-Provence entre en vigueur en mars 2015, défini par le décret du 24 février 2014, en application des lois du 17 mai 2013 (loi organique 2013-402 et loi 2013-403). Les conseillers départementaux sont, à compter de ces élections, élus au scrutin majoritaire binominal mixte. Les électeurs de chaque canton élisent au Conseil départemental, nouvelle appellation du Conseil général, deux membres de sexe différent, qui se présentent en binôme de candidats. Les conseillers départementaux sont élus pour six ans au scrutin binominal majoritaire à deux tours, l'accès au second tour nécessitant 12,5 % des inscrits au premier tour. En outre la totalité des conseillers départementaux est renouvelée. Ce nouveau mode de scrutin nécessite un redécoupage des cantons dont le nombre est divisé par deux avec arrondi à l'unité impaire supérieure si ce nombre n'est pas entier impair, assorti de conditions de seuils minimaux. Dans les Alpes-de-Haute-Provence, le nombre de cantons passe ainsi de 30 à 15. Le canton de Manosque-2 fait partie des sept nouveaux cantons du département, les huit autres cantons portant la dénomination d'un ancien canton, mais avec des limites territoriales différentes.

## Géographie
Ce canton est organisé autour de Manosque dans l'arrondissement de Forcalquier. Son altitude varie de 307 m (Volx) à 791 m (Volx) pour une altitude moyenne de m.
| Nom de la commune     | Alt. mini (m) | Alt. maxi (m) |
| --------------------- | ------------- | ------------- |
| Manosque-2            | 345           | 730           |
| Saint-Martin-les-Eaux | 395           | 705           |
| Volx                  | 307           | 791           |

## Représentation
| Période élective | Période élective | Mandat | Mandat              | Identité                     | Nuance | Nuance | Qualité |
| ---------------- | ---------------- | ------ | ------------------- | ---------------------------- | ------ | ------ | --- |
| 2015             | 2021             | 2015   | 2021                | Emmanuelle Fontaine-Domeizel |        | PS     | Infirmière à Volx Députée de la 2e circonscription des Alpes-de-Haute-Provence (2017-2020)                                   |
| 2015             | 2021             | 2015   | 10 mai 2017 (décès) | Roland Aubert                |        | PS     | 2e Vice-président du Conseil départemental, délégué à l'économie, l'emploi, le tourisme et les ressources humaines, Manosque |
| 2015             | 2021             | 2017   | 2021                | Jérôme Dubois                |        | PS     | Maire de Volx 8e Vice-président délégué aux contractualisations et politiques territoriales et à l’Europe                    |
| 2021             | 2028             | 2021   | en cours            | Laurie Sardella              |        | LR     | Conseillère municipale de Manosque (2020-)                                                                                   |
| 2021             | 2028             | 2021   | en cours            | Camille Galtier              |        | DVD    | Maire de Manosque (2020-) |

Camille Galtier a quitté LR en décembre 2022.

### Résultats détaillés

#### Élections de mars 2015
À l'issue du premier tour des élections départementales de 2015, deux binômes sont en ballottage : Roland Aubert et Emmanuelle Fontaine-Domeizel (PS, 28,88 %) et Michel Faucherand et Sylvie Gosciniak (FN, 23,09 %). Le taux de participation est de 51,42 % (4 008 votants sur 7 794 inscrits) contre 55,34 % au niveau départemental et 50,17 % au niveau national.
Au second tour, Roland Aubert et Emmanuelle Fontaine-Domeizel (PS) sont élus avec 64,69 % des suffrages exprimés et un taux de participation de 52,37 % (2 394 voix pour 4 082 votants et 7 794 inscrits).

#### Élections de juin 2021
Le premier tour des élections départementales de 2021 est marqué par un très faible taux de participation (33,26 % au niveau national). Dans le canton de Manosque-2, ce taux de participation est de 39,14 % (2 931 votants sur 7 489 inscrits) contre 40,72 % au niveau départemental. À l'issue de ce premier tour, deux binômes sont en ballottage : Camille Galtier et Laurie Sardella (LR, 41,1 %) et Lionel Fantova et Emmanuelle Fontaine-Domeizel (PS, 22,25 %).
Le second tour des élections est marqué une nouvelle fois par une abstention massive équivalente au premier tour. Les taux de participation sont de 34,3 % au niveau national, 42,59 % dans le département et 42,49 % dans le canton de Manosque-2. Camille Galtier et Laurie Sardella (LR) sont élus avec 57,01 % des suffrages exprimés (1 663 voix pour 3 182 votants et 7 489 inscrits),,.

## Composition
Le canton de Manosque-2 est composé de deux communes entières et d'une fraction de la commune de Manosque : la partie de la commune de Manosque située au nord à l'ouest d'une ligne définie par l'axe des voies et limites suivantes : depuis la limite territoriale de la commune de Villemus, route d'Apt, avenue du Lubéron, place du Docteur-Caire, rue Léon-Mure, boulevard des Lavandes, montée des Bassins, boulevard des Combes, rue des Tourelles, boulevard Casimir-Pelloutier, boulevard Elémir-Bourges, boulevard de la Plaine, boulevard Mirabeau, rue Dauphine, montée des Vraies-Richesses, boulevard Paul-Martin-Nalin, montée de Manenc, chemin du Mont-d'Or, chemin du Docteur-Gérard-Durbet, chemin de l'Olivade, limite de la section cadastrale AS et de la section cadastrale 0 C, canal de Manosque, chemin du Pimarlet, boulevard du Maréchal-Juin (route départementale 4096), jusqu'à la limite territoriale de la commune de Volx.
| Nom                              | Code Insee | Intercommunalité                        | Superficie (km2) | Population (dernière pop. légale)               | Densité (hab./km2) | Modifier                                    |
| -------------------------------- | ---------- | --------------------------------------- | ---------------- | ----------------------------------------------- | ------------------ | ------------------------------------------- |
| Manosque (bureau centralisateur) | 04112      | CA Durance-Luberon-Verdon Agglomération | 56,73            | Fraction : 6 972 (2022) Commune : 22 807 (2022) | 402                | modifier les données · modifier les données |
| Saint-Martin-les-Eaux            | 04190      | CC Haute-Provence - Pays de Banon       | 9,15             | 123 (2022)                                      | 13                 | modifier les données · modifier les données |
| Volx                             | 04245      | CA Durance-Luberon-Verdon Agglomération | 19,52            | 3 227 (2022)                                    | 165                | modifier les données · modifier les données |
| Canton de Manosque-2             | 0408       |                                         |                  | 10 322 (2022)                                   |                    | modifier les données                        |

## Démographie
En 2022, le canton comptait 10 322 habitants, en évolution de −0,41 % par rapport à 2016 (Alpes-de-Haute-Provence : +2,84 %, France hors Mayotte : +2,11 %).
| 2013   | 2018   | 2022   |
| ------ | ------ | ------ |
| 10 386 | 10 154 | 10 322 |